# 吳仲霞
吳仲霞，香港電影演員, 1936年10月20曰出生。綽號：「小白兔」，個子嬌小玲瓏，曾在1952年12月31日(星期三)在第十屆香港工展會，代表「權記行」參加「工展小姐」競選活動，獲得季軍榮銜，少時曾與藝人羅蘭 (香港)是同班學友, 1955年 3月12日與廣告設計師李先生結婚，婚後育有六名子女, 閒時喜與好友們操粵曲為樂, 2004年發現腸癌後做了切除手術, 2009年6月十五日因癌病復發離世。享年七十二歲。

## 部分吳仲霞的電影
1. 《對錯親家》(1951年)
2. 《再訪香城艷》(1952年)
3. 《男人心》(1953年)
4. 《人間富貴花》(1953年)
5. 《粉蝶鬧香城》(1953年)
6. 《家家戶戶》(1954年)
7. 《好女十八嫁》(1954年)
8. 《重續今生未了緣》(1954年)
9. 《落花流水》(1954年)
10. 《錦繡人生》(1954年)
11. 《蠻女鬥七雄》(1955年)
12. 《新毒玫瑰》(1955年)

- 珍藏生活照
- 香港電影資料館：吳仲霞參予電影的記錄[永久]
- 香港影庫：吳仲霞（页面存档备份，存于）
- 嬌小玲瓏的縱間旗袍的吳仲霞之影像片斷（页面存档备份，存于）